# Mendip Hills

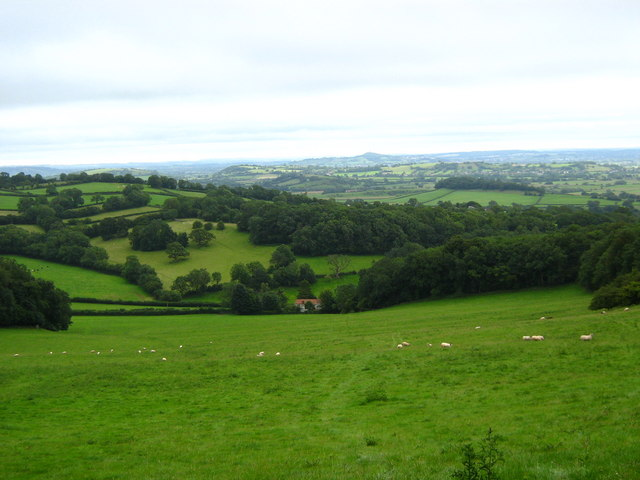
Mendip Hills

Die Mendip Hills, auch Mendips genannt, sind ein aus verkarstetem Kalkstein bestehender Höhenzug im Südwesten Englands. Er befindet sich 25 km südlich von Bristol im Norden von Somerset.
Die Hügel werden im Süden und Westen von den Somerset Levels genannten Mooren begrenzt. Im Norden ziehen sie sich bis an den Fluss Avon und den Chew Valley Lake. Sie liegen zum größten Teil auf dem Gebiet des nach ihnen benannten Distrikts Mendip, dessen Territorium nahezu identisch mit der Ausdehnung der Mendips ist. Einige der nördlicheren Höhen befinden sich allerdings in den angrenzenden Distrikten North Somerset und Bath and North East Somerset, einem Teil des ehemaligen County of Avon, das 1996 aufgelöst wurde. Ein 200 km² großer Teil der Mendips ist zur Area of Outstanding Natural Beauty erklärt worden, wodurch die Gegend denselben Schutz genießt, der auch einem Nationalpark zukommt.
Die Bezeichnung Mendip soll sich aus dem brythonischen Begriff  Mened (walisisch mynydd) gebildet haben, mit dem die keltischen Briten höher gelegene Moore bezeichneten. Das Suffix könnte aus einer Verkürzung des angelsächsischen Wortes hop für Tal entstanden sein.

## Geologie
Während der größte Teil der Mendips aus Kalkstein besteht, der aus dem Karbon und dem  Jura stammt, werden kleinere Gebiete auch aus Sandstein und aus Felsen vulkanischer Herkunft geformt. Diese Gesteine haben ihren Ursprung im Devon (Sandstein) und im Silur (Vulkangestein).  Das Vulkangestein wird heute im Straßenbau benutzt. Von der Römerzeit bis ins viktorianische Zeitalter waren die Mendips zudem wegen der dortigen Bleivorkommen von wirtschaftlicher Bedeutung.

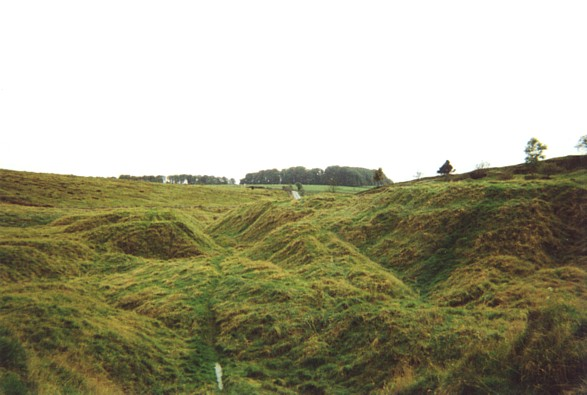
Römische Bleiminen bei Charterhouse

In den Mendips finden sich diverse für Kalksteinböden typische Erscheinungen wie Höhlen, von denen insbesondere die Wookey Hole Caves zu nennen sind, Kalkteppiche und Schluchten. Besonders bekannt sind auch die Cheddar Gorge und die Burrington Combe.

## Ökologie
Weite Bereiche der Mendips sind offenes alkalines Grasland, das die Grundlage für den enormen Reichtum des Landes an Blütenpflanzen und Insekten bildet. Grasende Kaninchen, Schafe und Vieh sorgen für die Erhaltung des Graslandhabitats, das sich sonst in einen Laubwald verwandeln würde.
Ein Teil der Mendips ist früher – insbesondere in den Jahren nach dem Zweiten Weltkrieg – intensiv für den Ackerbau genutzt worden. Da sich der Bedarf an Ackerland in Großbritannien jedoch stetig zurückentwickelt, werden vormalige Ackerflächen derzeit wieder in Grasland umgewandelt. Der durch den Ackerbau bedingte jahrelange Gebrauch von Dünger und Herbiziden schränkt die Artenvielfalt in den neuen Graslandgebieten jedoch noch ein.
Die Heideflächen auf den nördlichen Anhöhen der Mendips haben in letzter Zeit aus ornithologischer Sicht einige Bedeutung erlangt, nachdem sich dort eine Kolonie von Provencegrasmücken angesiedelt hat. Diese Vogelart, die in den westlichen Mendips vornehmlich am Black Down und auf dem Crook Peak siedelt, ist in Großbritannien ansonsten nur in tief gelegenen Heidegebieten anzutreffen.
Der höchste Punkt der Mendips ist mit 325 Metern der Beacon Batch im Black Down. Das Black Down weist alle Charakteristiken eines Moorlandes auf, dessen tiefer gelegene Gebiete im Brackwasser liegen, während die höher aufragenden Anhöhen mit Gras und Heidekräutern bewachsen sind. Der Bewuchs dieser Anhöhen entspricht dem des Weidelandes, das den Großteil der Mendips bedeckt.
Die Wälder von Stock Hill sind ein Brutgebiet für den Ziegenmelker und die Waldohreule. Der Waldegrave Pool ist ein wichtiges Lebensgebiet für Libellen, unter denen sich auch die Gemeine Smaragdlibelle und der Vierfleck befinden.

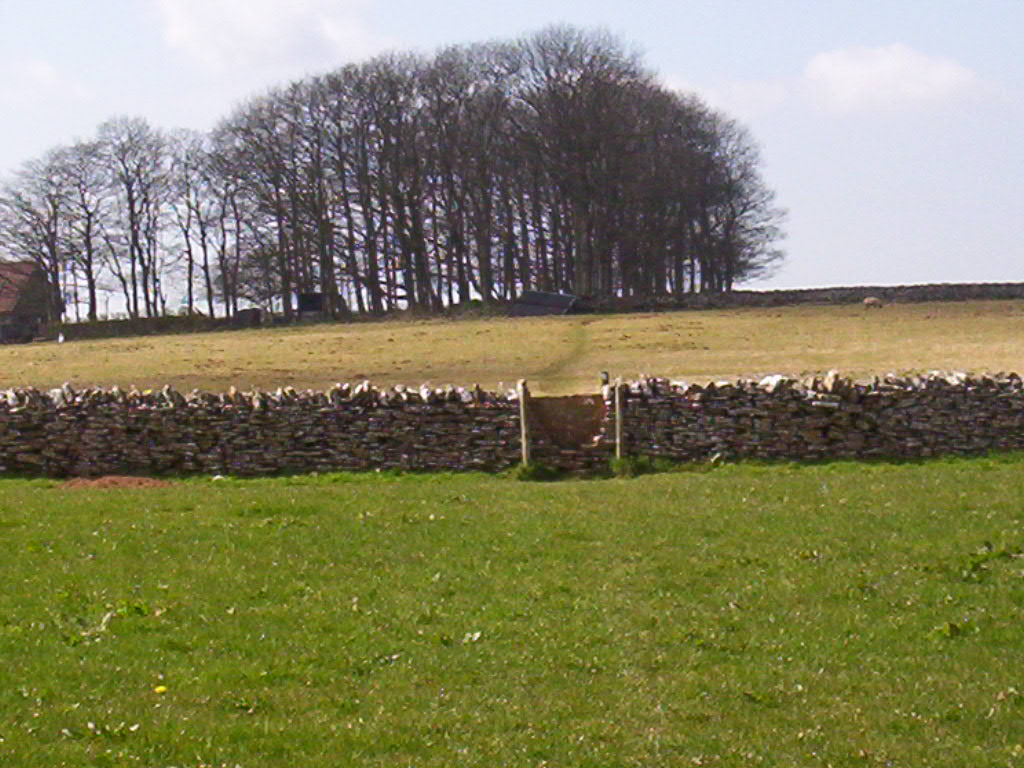
Trockensteinmauer in den Mendip Hills

Die Mendips sind bekannt für ihre Trockensteinmauern, welche die einzelnen Weiden voneinander trennen. Die in einer Rahmentragwerksbauweise konstruierten Mauern sind sehr stabil, obwohl sie ohne Mörtel errichtet worden sind. Es werden immer mehr dieser Mauern durch Stacheldraht und Viehzäune ersetzt, nachdem sich ihr Zustand aufgrund fehlender Wartung über die Jahre immer weiter verschlechtert hat. Die verbleibenden Mauern sind aus botanischer Sicht interessant, weil sich auf ihnen das in Großbritannien vom Aussterben bedrohte Mauer-Hungerblümchen angesiedelt hat.

## Geschichte
In den Mendips finden sich viele Überreste aus der Steinzeit, der Bronzezeit (→ Massaker von Charterhouse Warren) und der Eisenzeit; unter anderem Grabhügel, Steinkisten mit Ritzungen und Henges, darunter die Priddy Circles. Die Höhlen der Cheddar-Schlucht (Aveline’s Hole) sind für archäologische Funde bekannt. Viele Artefakte wurden von Hochwassern in die Höhlen gespült und dort im Schlamm konserviert. Der berühmteste Fund, der dort gemacht wurde, ist der sogenannte Cheddar Man.
In den letzten Jahrhunderten sind in den Mendips, ebenso wie in den nördlicheren Cotswolds, Steine abgebaut worden, die insbesondere in den Städten Bath und Bristol, aber auch in einigen kleineren Orten in Somerset benötigt wurden. Die Steinbrüche von Whatley Quarry und Torr Works, die ungefähr das östliche Ende der Mendips markieren, sind noch heute die Hauptlieferanten für die im Straßenbau Südwestenglands benötigten Steine. Ein großer Teil dieser Steine wird von der Bahngesellschaft Mendip Rail auf der Schiene abtransportiert.
Auf dem Pen Hill in der Nähe von Wells befindet sich der Mendip TV-Mast. Bei diesem in den 1960er Jahren installierten Mast handelt es sich um den größten in der ganzen Region.
In den Jahren 2003 und 2004 wurde die in der Nähe von Chewton Mendip geplante Errichtung einer 300 Fuß hohen Windturbine kontrovers diskutiert. Nach langen Debatten wurde das Vorhaben von dem zuständigen Distriktrat abgelehnt, der mit dieser Entscheidung bei diversen lokalen Gruppen und Organisationen Beifall fand. Der Hauptgrund für die Zurückweisung war die Lage der geplanten Anlage direkt an der Grenze der geschützten Area of Outstanding Natural Beauty. Es wurde befürchtet, dass eine derartige Anlage die schöne und besonders eindrucksvolle Landschaft nachhaltig in Mitleidenschaft ziehen würde.

## Bekannte Orte
- Cheddar
- Shepton Mallet
- Wells